# Playa de Fechiño
La Playa de Fechiño es una de las playas que pertenecen a la ciudad de Vigo, está situada en la parroquia de Corujo.

## Características
Playa semiurbana, continuación de la anterior playa de Fontaíña, de la que se encuentra separada por pequeños promontorios rocosos. Presenta las mismas características que las playas próximas, todas ellas formadas por finas arenas graníticas de color claro y su entorno responde a urbanizaciones y viviendas de segunda residencia, lo que convierte a esta zona al sur de la ciudad de Vigo, en un lugar de gran ambiente estival. La zona arenosa mide unos 73 metros de longitud por unos 16 metros de ancho, conservando parte de sus arenas en las pleamares.

## Servicios
Rampas de acceso, papeleras, servicios de limpieza y vigilancia por los veranos.

## Accesos
Acceso rodado a partir de la carretera costera de Vigo a Bayona (PO-325) que circula pegada a la playa.
Los autobuses urbanos de Vitrasa que prestan servicios a esta playa son las siguientes líneas: L10 y L11.

## Otros
Proximidad a la gran playa de Samil y a la ciudad de Vigo.